# 厨房纸

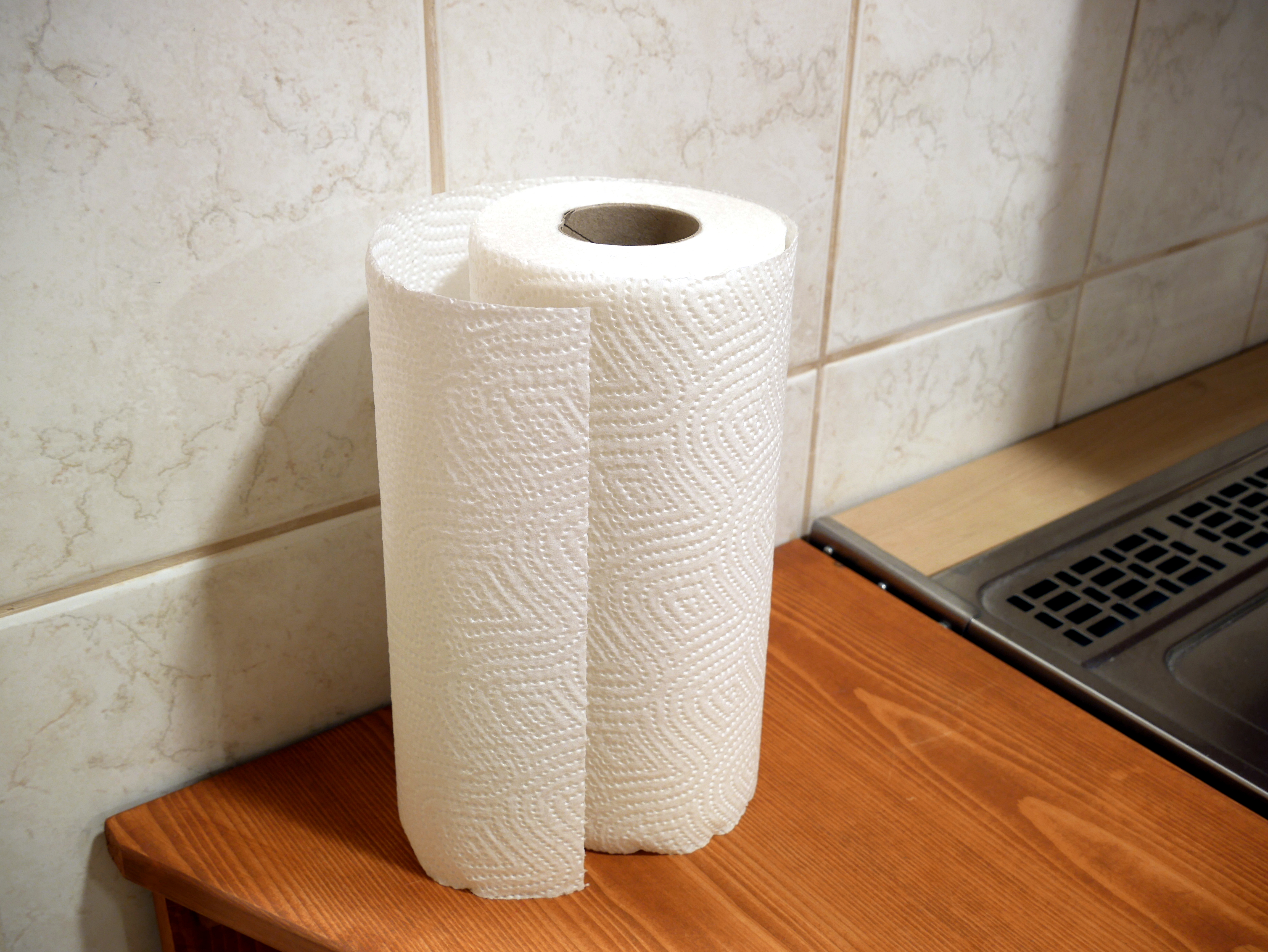
一卷廚房紙。

廚房紙（英語：Paper towel）是一種由紙製吸水性較強的一次性毛巾。在英國，廚房紙也被稱為廚房捲紙或廚房毛巾。對於家庭使用的，廚房紙通常以穿孔紙捲的形式出售，但有些以預切和預折疊層的堆疊形式出售，用於擦手紙機。與毛巾不同，紙巾是一次性的，只能使用一次。因為它們編織鬆散，即使在重力作用下（毛細管效應），水也能在纖維之間流動。它們與傳統毛巾有相似的作用，例如擦乾雙手、擦拭窗戶和其他表面、除塵和清理溢出物。擦手紙機通常用於許多人共用的廁所設施，因為它們通常被認為比乾手機或共用毛巾更衛生。

## 歷史
1907年，賓夕法尼亞州費城的史谷脫紙業公司推出了衛生紙，以防止感冒從洗手間的毛巾布傳播。普遍的看法是，這在一定程度上是偶然的，是解決裝滿長紙捲的火車車廂的問題，這些長紙捲是用來裝衛生紙的，不適合切成這樣。1919年，威廉·E·柯賓、亨利·蔡斯和哈羅德·泰特思開始，在新罕布什爾州柏林布朗公司的研發大樓裡試驗紙巾。到1922年，柯賓完善了他們的產品，並開始在柏林和戈勒姆生產線上的喀斯喀特的廠房進行大規模生產。該產品稱為 Nibroc Paper Towels（Corbin 向後拼寫）。1931年，賓夕法尼亞州費城的史谷脫紙業公司推出了用於廚房的紙巾。1995年，金佰利公司收購了史谷脫紙業公司。

## 生產
廚房紙由原生紙漿或再造紙漿製成，是從木材或纖維作物中提取而來的。它們有時會在生產過程中被漂白以淡化顏色，並且還可能在每個方塊上裝飾有彩色圖像（例如花朵）。樹脂漿料用於提高濕強度。紙巾單獨包裝或連續卷裝並成堆出售，分為兩個不同的類別：家用和機構用。許多公司生產紙巾。一些常見的品牌名稱包括Bounty、得寶、Scott和維達等。